# Axonopus poiophyllus
Axonopus poiophyllus är en gräsart som beskrevs av Mary Agnes Chase. Axonopus poiophyllus ingår i släktet Axonopus och familjen gräs. Inga underarter finns listade i Catalogue of Life.